# Academy of Ancient Music

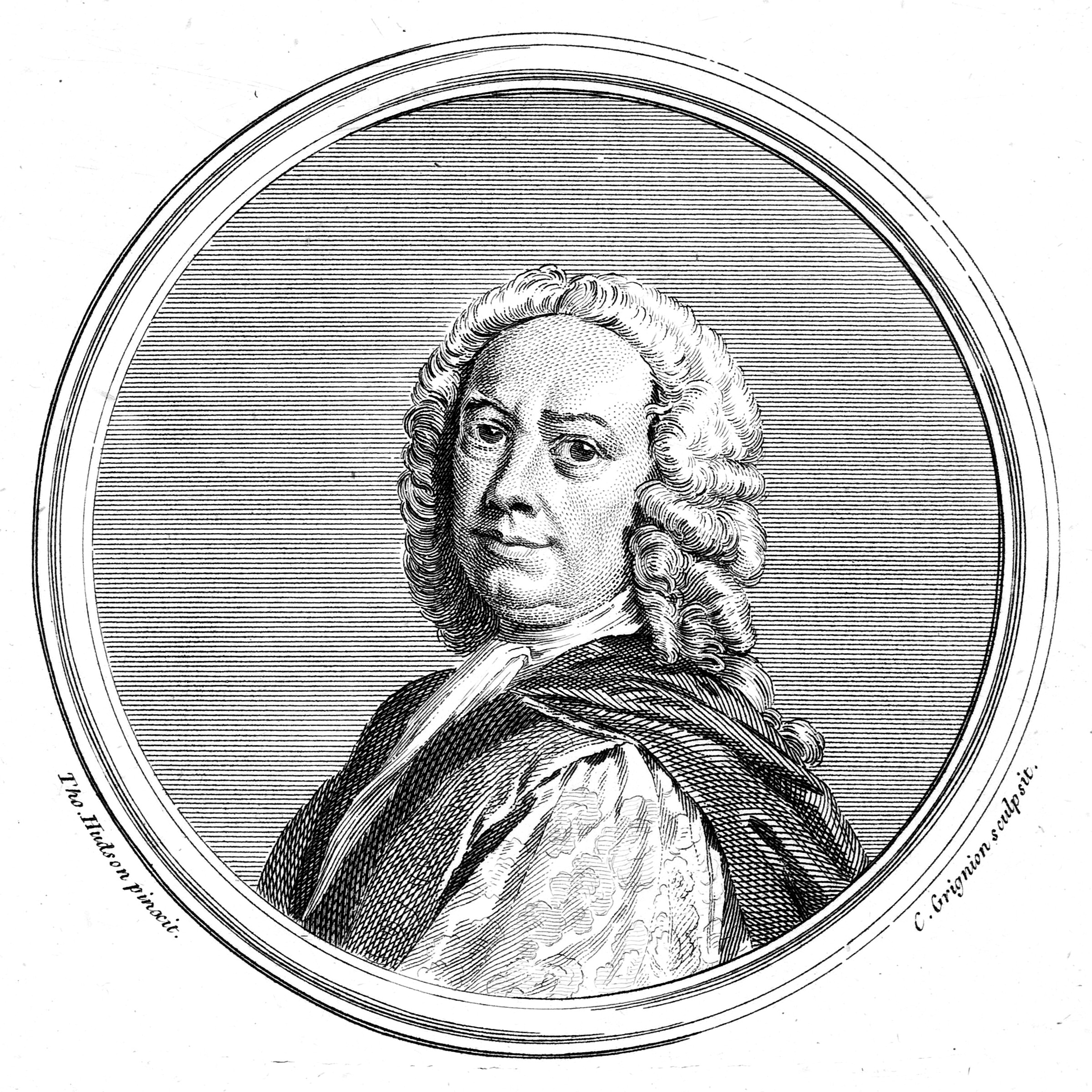
Johann Christoph Pepusch

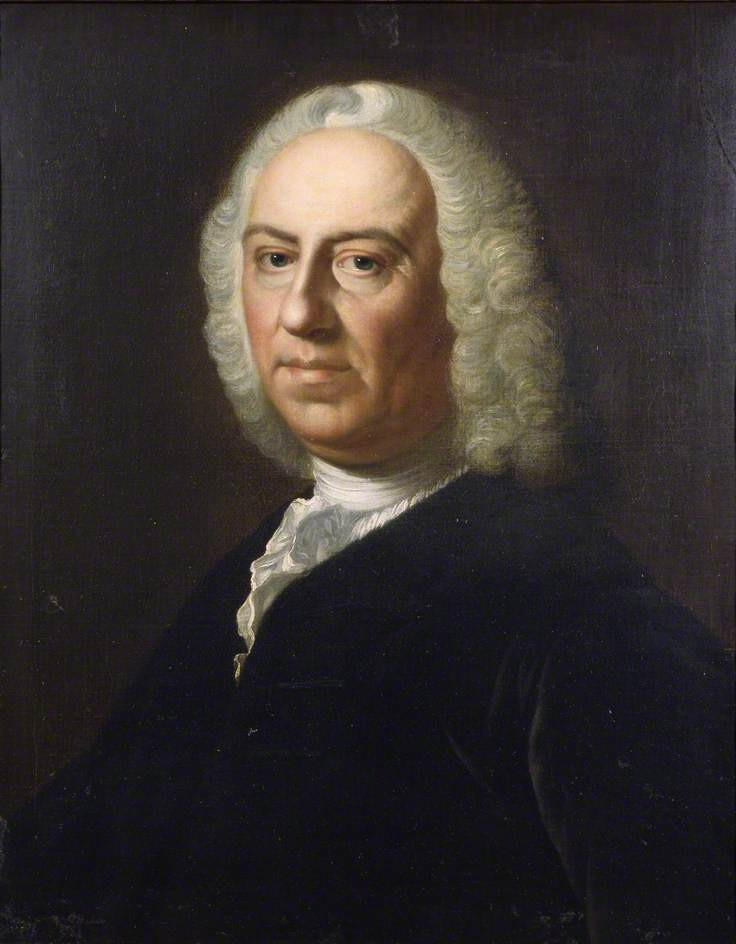
Francesco Geminiani

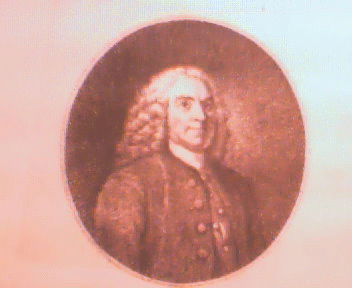
Bernard Gates

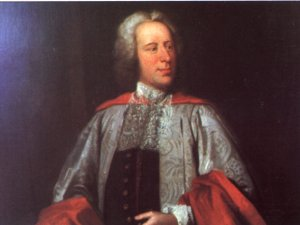
Maurice Greene

La Academy of Ancient Music (AAM) es una orquesta, con sede en Cambridge, fundada por el clavecinista Christopher Hogwood en 1973, que tomó el nombre de una organización musical del siglo XVIII. Los músicos tocan instrumentos de la época en que la música fue compuesta, originales o sus copias modernas. El conjunto se dedica principalmente a la música del Barroco y del Clasicismo, incluso si alguna vez ha interpretado la música de compositores modernos escrita en el estilo del barroco.

## La organización original
La primera Academy of Ancient Music fue fundada en Londres en 1726 con el propósito de estudiar y tocar la música antigua que tuviera al menos un siglo de vida, pero pronto llegó a interpretar, también, la música de compositores contemporáneos como William Croft, Maurice Greene, Bernard Gates, Giovanni Bononcini, Senesino, Nicola Haym, Francesco Geminiani, Pier Francesco Tosi, Johann Ernst Galliard, Charles Dieupart, Jean-Baptiste Loeillet y Giuseppe Riva. Händel nunca fue miembro de la academia, aunque sus componentes estudiaron y siguieron sus obras.
Los directores de la academia fueron Johann Christoph Pepusch (a partir de 1735), Benjamin Cooke y Samuel Arnold (desde 1789).

## El conjunto moderno
En 1973, la nueva Academy of Ancient Music fue fundada por el director y clavecinista Christopher Hogwood con el propósito de la ejecución de la música del siglo XVIII y los primeros años del siglo XIX, y la reconstrucción filológica de los sonidos antiguos y del estilo de ejecución de la época. Para la música vocal, se hizo uso del Academy of Ancient Music Chorus o de un coro de voces blancas de una catedral.
En 1996, la AAM nombró a Paul Goodwin como director de orquesta asociado y a Andrew Manze como director musical asociado de Hogwood. En 2003, Manze dimitió como director asociado y fue sustituido en 2005 por Richard Egarr. El 1 de septiembre de 2006, Egarr sucedió a Hogwood como director musical de la AAM y Hogwood recibió el título de director emérito. Egarr concluyó su mandato como director musical de AAM al final de la temporada 2020-2021. En noviembre de 2020, la AAM anunció el nombramiento de Laurence Cummings como su próximo director musical, a partir de la temporada 2021-2022.
La Academia fue la primera orquesta en grabar el ciclo completo de las sinfonías de Mozart con instrumentos originales de la época. También ha grabado, con el fortepianista Robert D. Levin, todos los conciertos para piano de Mozart, con el fortepianista Steven Lubin, todos los conciertos para piano de Beethoven, así como las sinfonías del mismo compositor, y numerosas sinfonías de Haydn.
Otras grabaciones de la orquesta son Dido y Eneas, de Purcell, Orlando y Rinaldo, de Händel, La clemencia de Tito, de Mozart, y El alma del filósofo, de Haydn, y más de 200 obras para los sellos Decca (en la serie L'Oiseau-lyre), Harmonia Mundi y EMI.
Con la llegada de Paul Goodwin, se amplió el repertorio del conjunto con obras de compositores contemporáneos. La primera ópera que presentó fue la Eternity's Sunrise de John Tavener, que fue acogida con gran entusiasmo por el público y por la crítica, y sería empleada años después en la película El árbol de la vida. Tras el éxito de esa obra, la orquesta presentó Eclipse Total, del mismo Tavener. En el 2001 fue presentado Like a Strand of Scarlet, de David Bedford, seguido en el 2003 por  Arcángel, de John Woolrich, escrito para celebrar el 350.º aniversario del nacimiento de Arcangelo Corelli. En el 2006, en el 250.º aniversario del nacimiento de Mozart, la orquesta presentó Viaje a la Luz, de la compositora escotoestadounidense Thea Musgrave, que la escribió tomando como modelo el motete de Mozart Exsultate, jubilate.
Las dos obras de Tavener se grabaron en CD en el sello Harmonia Mundi, en el que hay un considerable número de grabaciones de la Academia, entre ellas la ópera Zaide, de Mozart, un álbum de música de Navidad de Heinrich Schütz y sus contemporáneos, los conciertos para violín, para clavecín y los de Brandemburgo de Bach, los concerti grossi de Georg Friedrich Händel y los de Francesco Geminiani. Con respecto al repertorio vocal, trabajaron con obras de J. S. Bach, de Händel, de Purcell y de Vivaldi, con la participación del coro del King's College.
En el 2013, la orquesta anunció la apertura de su propio sello discográfico, la AAM Records, cuyo primer álbum fue lanzado en octubre del mismo año.
La orquesta participa regularmente en los más prestigiosos festivales de música barroca, y es residente de la Universidad de Cambridge.

## Discografía parcial
- Albinoni: Conc. a 5 op. 9 n. 1-12 - Hogwood/AAM, 1997 L'Oiseau-Lyre.
- Bach: Conc. Brand. 1-6/Conc. 2 y 3 clvc. BWV 1060, 1062 y 1064 - Hogwood/Rousset/Moroney/AAM, 1985/1991 L'Oiseau-lyre.
- Bach: Conc. Brand. 1-6 - Egarr/AAM, 2009 Harmonia Mundi.
- Bach: Conc. clv. BWV 1052-1058/Conc. fl., vl. y clv. BWV 1044 - Hogwood/Rousset/Brown/Standage/AAM, 1998 L'Oiseau-lyre.
- Bach: Conc. clv. BWV 1052-1058/Conc. fl., vl. y clv. BWV 1044 - Manze/Egarr/Brown/AAM, 2002 Harmonia Mundi.
- Bach: Conc. 2 clvc. BWV 1060 y 1062, Conc. 2 vl. BWV 1043, Conc. vl. y ob. BWV 1060 (reconstrucción) - Hogwood/Rousset/Schröder/Hirons/Mackintosh/Hammer/AAM, 1989 L'Oiseau-Lyre.
- Bach: Conc. 3 y 4 clvc. BWV 1063-1065/Conc. 3 vl. BWV 1064 (arr. Hogwood); Vivaldi: Conc. 4 vl. op. 3, RV 580 - Hogwood/Rousset/Moroney/Tilney/Hirons/Huggett/Mackintosh/AAM, 1992 L'Oiseau-lyre.
- Bach: Conc. vl. BWV 1041 y 1042/Conc. 2 vln. BWV 1043[25] - Hogwood/Schröder/Hirons/AAM, 1984 L'Oiseau-lyre.
- Bach: Conc. vl. BWV 1041 y 1042/Conc. 2 vln. BWV 1043 y 1060 - Manze/Podger/AAM, 1997 Harmonia Mundi.
- Bach: Suites orq. 1-4/Conc. 2 clvc. BWV 1060 y 1062 - Hogwood/Rousset/AAM, 1988/1989 L'Oiseau-Lyre.
- Bach: Suites orq. 1-4 - Egarr/AAM, 2014 AAM Records.
- Bach: Cantatas nunciales[26][27] - Kirkby/Hogwood/AAM, 1999 Decca.
- Bach, Magnificat - Cleobury/Gritton/Milne/Chance/AAM, 2000 EMI Classics.
- Bach, Pasión según San Juan - Egarr/Gilchrist/Rose/Riches/AAM, 2014 AAM Records.
- Bach, Pasión según San Juan - Cleobury/Gilchrist/Davies/Bevan/AAM, 2017 King's College, Cambridge.
- Bach, Pasión según San Mateo - Egarr/Gilchrist/Rose/Riches/AAM, 2015 AAM Records.
- Bach, Pasión según San Mateo - Cleobury/Gilchrist/Rose/Bevan/AAM, 2020 King's College, Cambridge.
- Bach: Las grabaciones de Bach - Hogwood/AAM, 2014 L'Oiseau-Lyre.
- Beethoven: Conc. pf. n. 1-5/Son. pf. n. 8, 14 e 17 - Lubin/Hogwood/AAM, 1987/1989 Decca.
- Beethoven: Sinf. n. 1-9/Ouvertures[28] - Hogwood/AAM, 1986/1989 L'Oiseau-Lyre.
- Beethoven: Amada Inmortal - Reiss/Egarr/AAM, 2020 Onyx.
- Corelli/Geminiani, Conc. grossi op. 5 - Manze/AAM, 2000 Harmonia Mundi.
- Geminiani: Conc. grossi[29] op.[30] 3 n. 1-6 - Hogwood/AAM, 1977 L'Oiseau-Lyre.
- Händel: Música acuática/Fuegos Artificiales/Conc. 2 cori - Hogwood/AAM, 1978/1985 L'Oiseau-Lyre.
- Händel: Conc. grossi, Op. 3/Sonata a 5[29][31] - Egarr/Beznosiuk/AAM, 2007 Harmonia Mundi.
- Händel: Conc. grossi, Op. 6 – Manze/AAM, 1998 Harmonia Mundi.
- Händel: Conc. órg., Op. 4[32] - Egarr/AAM, 2008 Harmonia Mundi.
- Händel: Conc. órg., Op. 7[33] - Egarr/AAM, 2009 Harmonia Mundi.
- Händel: 12 Solo Sonatas, Op. 1 - Egarr/Beznosiuk/Brown/de Bruine/AAM, 2009 Harmonia Mundi
- Händel: Trio Sonatas, Op. 2 et 5 - Egarr/Beznosiuk/Richter/Brown/Crouch/AAM, 2009 Harmonia Mundi
- Händel: Oratorios[34] (Messia/Athalia/Esther/Resurrezione) - Hogwood/AAM, 1979/1985 Decca.
- Händel, La Resurrezione - Hogwood/Kirkby/Kwella/Watkinson/AAM, 1982 L'Oiseau-Lyre.
- Händel, Messiah - Hogwood/Nelson/Kirkby/Watkinson/AAM, 1984 L'Oiseau-Lyre.
- Händel, Messiah - Higginbottom/Jenkinson/Jones/Brooks/AAM, 2006 Naxos.
- Händel, Messiah - Cleobury/Tynan/Coote/Clayton/AAM, 2009 EMI Classics.
- Händel, Esther - Hogwood/Kwella/Rolfe Johnson/Partridge/AAM, 1985 L'Oiseau-Lyre.
- Händel, Athalia - Hogwood/Sutherland/Kirkby/Bowman/AAM, 1986 L'Oiseau-Lyre.
- Händel, Alceste/Comus - Hogwood/Kirkby/Nelson/Kwella/AAM, 1989 L'Oiseau-Lyre.
- Händel, Orlando - Hogwood/Auger/Bowman/Robbin/AAM, 1991 L'Oiseau-Lyre.
- Händel: Rinaldo - Hogwood/Bartoli/Daniels/Fink/AAM, 1999 Decca.
- Händel, Brockes-Passion - Egarr/Watts/Murray/Quattlebaum/AAM, 2019 AAM Records.
- Händel, Coronation Anthems/Ode for the Birthday of Queen Anne - Cleobury/Gritton/Blaze/George/AAM, 2001 EMI Classics.
- Händel, Chandos Anthems - Layton/Kirkby/Davies/Gilchrist/AAM, 2009 Hyperion.
- Haydn: Conc. vlc. n. 1-2[35] - Coin/Hogwood/AAM, 1982 L'Oiseau-Lyre.
- Haydn: Conc. trpt., trp. n. 1, órg. n. 1 - Immer/Brown/Hogwood/AAM, 1986/1987 L'Oiseau-Lyre.
- Haydn: Sinf. n. 1-75,[36] 94, 96, 100, 104, 107, 108 - Hogwood/AAM, 1989/1995 L'Oiseau-Lyre.
- Haydn: Misas n. 1, 4, 5, 6[37] - Preston[38]/AAM/Nelson[39]/Minty[40]/Hill,[41] 1978/1980 L'Oiseau-Lyre.
- Haydn, Die Schöpfung - Hogwood/Kirkby/Rolfe Johnson/George/AAM, 1990 L'Oiseau-Lyre
- Haydn, L'anima del filosofo - Hogwood/Bartoli/Heilmann/D'Arcangelo/AAM, 1997 L'Oiseau-Lyre
- Mozart: Conc. clar./Conc. ob. - Pay[42]/Piguet[43]/Hogwood/AAM, 1984 L'Oiseau-Lyre.
- Mozart: Conc. fl. y arpa/Conc. fl. n. 1/Andante en do/Conc. fag.[44] - Beznosiuk[45][1]/Kelly[46]/Bond[47]/Hogwood/AAM, 1987 L'Oiseau-Lyre.
- Mozart: Conc. vl., 2 Rondó, Adagio K 261 - Standage[48]/Hogwood/AAM, 1991 L'Oiseau-Lyre.
- Mozart: Conc. trp. - Halstead[49]/Hogwood/AAM, 1994 L'Oiseau-Lyre.
- Mozart, Conc. pf. n. 1-27/K. 107/K. 382/K. 386 - Levin/Chuang/Hogwood/Egarr/Čičič/Cummings/AAM, 1994/2024 L'Oiseau-Lyre/AAM Records
- Mozart: Sinf. n. 1-41/Piezas orquestales[50] - Hogwood/AAM, 1979/1986 L'Oiseau-Lyre.
- Mozart, Eine kleine Nachtmusik K. 525, Nocturno para cuatro orquestas K. 286, Serenata nocturna K. 239 - Hogwood/AAM, 1984 L'Oiseau-Lyre
- Mozart, Marcha en re mayor K. 189, Serenata en re mayor K. 185 - Hogwood/AAM, 1985 L'Oiseau-Lyre
- Mozart, Posthorn serenade, Ballet music from Idomeneo - Hogwood/AAM, 1996 L'Oiseau-Lyre
- Mozart, Exsultate, jubilate/Motets - Hogwood/AAM/Kirkby, 1984 L'Oiseau-Lyre
- Mozart, Misa K. 427 - Hogwood/AAM/Auger/Dawson, 1988 L'Oiseau-Lyre
- Mozart: Misa K.317/Vespri K. 339 - Hogwood/AAM/Kirkby/Robbin, 1990 L'Oiseau-Lyre
- Mozart: Réquiem - Hogwood/Kirkby/Rolfe J./Thomas/AAM,[51] 1983 L'Oiseau-Lyre.
- Mozart, Réquiem/Realizaciones - Cleobury/Manahan Thomas/Rice/Gilchrist/AAM, 2013 King's College, Cambridge.
- Mozart, Die Entführung aus dem Serail - Hogwood/Dawson/Heilmann/Hirsti/AAM, 1991 L'Oiseau-Lyre
- Mozart, La clemenza di Tito - Hogwood/Bartoli/Heilmann/Bonney/AAM, 1995 L'Oiseau-Lyre.
- Mozart, Zaide - Goodwin/Dawson/Blochwitz/Bär/AAM, 1998 Harmonia Mundi.
- Pergolesi: Stabat Mater[52]/Salve Regina[53][54][55] - Hogwood/AAM/Kirkby, 1988 L'Oiseau-Lyre.
- Pergolesi, Vísperas marianas - Higginbottom/Daneman/Kiss/AAM, 2002 Erato.
- Purcell: Música para el teatro - Hogwood/AAM, 1991 L'Oiseau-Lyre.
- Purcell: Dido and Aeneas - Hogwood/AAM, 1992 L'Oiseau-Lyre.
- Purcell: The Indian Queen - Hogwood/AAM, 1994 L'Oiseau-Lyre.
- Purcell, Música para la reina María - Cleobury/Royal/Hansen/Mead/AAM, 2006 EMI Classics.
- Purcell, Las Preocupaciones de los Amantes - Pierce/Egarr/Carter/AAM, 2019 Linn Records.
- Tavener: Eternity's Sunrise[56] - Academy of Ancient Music/Paul Goodwin[10]/Andrew Manze, 1999 Harmonia Mundi.
- Tavener: Total Eclipse/Agraphon – Rozario/Harle/Robson/Gilchrist/Goodwin/Higginbottom/AAM, 2001 Harmonia Mundi.
- Telemann: Conc. dobles y triples[57] - Hogwood/AAM/Laird[58]/Preston, 1981 L'Oiseau-Lyre.
- Vivaldi: Conc. fl. op. 10 n. 1-6 - Preston/Hogwood/AAM, 1977 L'Oiseau-Lyre.
- Vivaldi, Conc. ob. - Hammer/De Bruine/Hogwood/AAM, 1993 L'Oiseau-Lyre.
- Vivaldi, Conc. fg./Conc. vientos y cuerdas - Bond/Hogwood/AAM, 1995 L'Oiseau-Lyre.
- Vivaldi, Conc. vl. op. 3 L'estro armonico - Holloway/Huggett/Mackintosh/Wilcock/Hogwood/AAM, 1985 L'Oiseau-Lyre.
- Vivaldi: Conc. vl. op. 4 La Stravaganza - Huggett[59][1]/Hogwood/AAM, 1986 L'Oiseau-Lyre.
- Vivaldi, Conc. vl. op. 9 La Cetra - Standage/Hogwood/AAM, 1988 L'Oiseau-Lyre.
- Vivaldi: Conc. vlc. RV[60] 401,[61] 412,[62] 413,[63] 416,[64] 418,[65] 424[66] - Coin/Hogwood/AAM, 1989 L'Oiseau-Lyre.
- Vivaldi, Conc. op. 11 n. 1-6 - Ritchie/De Bruine/Hogwood/AAM, 1993 L'Oiseau-Lyre.
- Vivaldi, Conc. vl. op. 12 n. 1-6 - Beznosiuk/Hogwood/AAM, 1997 L'Oiseau-Lyre.
- Vivaldi, Conc. vl. op. 6 n. 1-6/El cuco RV 335 - Manze/Hogwood/AAM, 2000 L'Oiseau-Lyre.
- Vivaldi: Concierto para el Príncipe de Polonia – Manze/AAM, 1997 Harmonia Mundi.
- Vivaldi: Conc. op. 3, 4, 8, 9 - Hogwood/AAM, 1986/1987 Decca.
- Vivaldi: Conc. op. 8 n. 1-12 Il cimento dell'armonia e dell'inventione, Las cuatro estaciones - Bury/Hirons/Holloway/Huggett/Mackintosh/Piguet/Hogwood/AAM, 1983 L'Oiseau-Lyre.
- Vivaldi: Stabat Mater/Nisi Dominus/Conc. sol. men.[67] - Bowman/Hogwood/AAM, 1976 L'Oiseau-Lyre.
- Vivaldi, Gloria, Dixit Dominus, Magnificat - Cleobury/Fox/Norman/Chance/AAM, 2002 EMI Classics.
- Vivaldi: Las grabaciones de Vivaldi - Hogwood/AAM, 1977/1996 L'Oiseau-Lyre.